# Vivekananda
Swami Vivekananda (Calcuta, 12 de gener de 1863 – Belur Math (a prop de Calcuta), 4 de juliol de 1902), nascut Narendra Nath Datta, fou un monjo hinduista indi (swami). Fou una figura clau en la introducció de les filosofies índies del Vedanta i el ioga a Occident. Va exercir una gran influència en el renaixement de l'hinduisme a l'Índia i va contribuir a la formació de la consciència nacional a l'Índia colonial. Fou deixeble del guru Ramakrishna i funda l'orde monàstic Ramakrishna (Ramakrishna Math i la Missió Ramakrishna).
Nascut en una família aristocràtica bengalí de Calcuta, el jove Narendra se sentia atret per l'espiritualitat i la religió. El seu guru, Ramakrishna, li parlà del no-dualisme, que totes les religions eren igualment veritables, i que servir els homes és la millor manera de retre culte a Déu. Quan va morir el seu guru, Vivekananda es va fer monjo rodamón i va voltar en pelegrinatge per tot el subcontinent indi, de manera que va adquirir una coneixença de primera mà de les condicions de vida a tota l'Índia. El 1893 va anar als Estats Units d'Amèrica com a delegat de l'Índia al Parlament Mundial de les Religions, i, de fet, s'hi va quedar com a ambaixador espiritual del seu país. Va dirigir centenars de lectures i classes d'hinduisme a Nord-amèrica i a Europa, i va establir la Societat Vedanta als Estats Units i a Anglaterra.
A l'Índia, es considera Vivekananda una mena de sant patriota, i l'aniversari del seu naixement se celebra com el Dia Nacional de la Joventut.

## Biografia

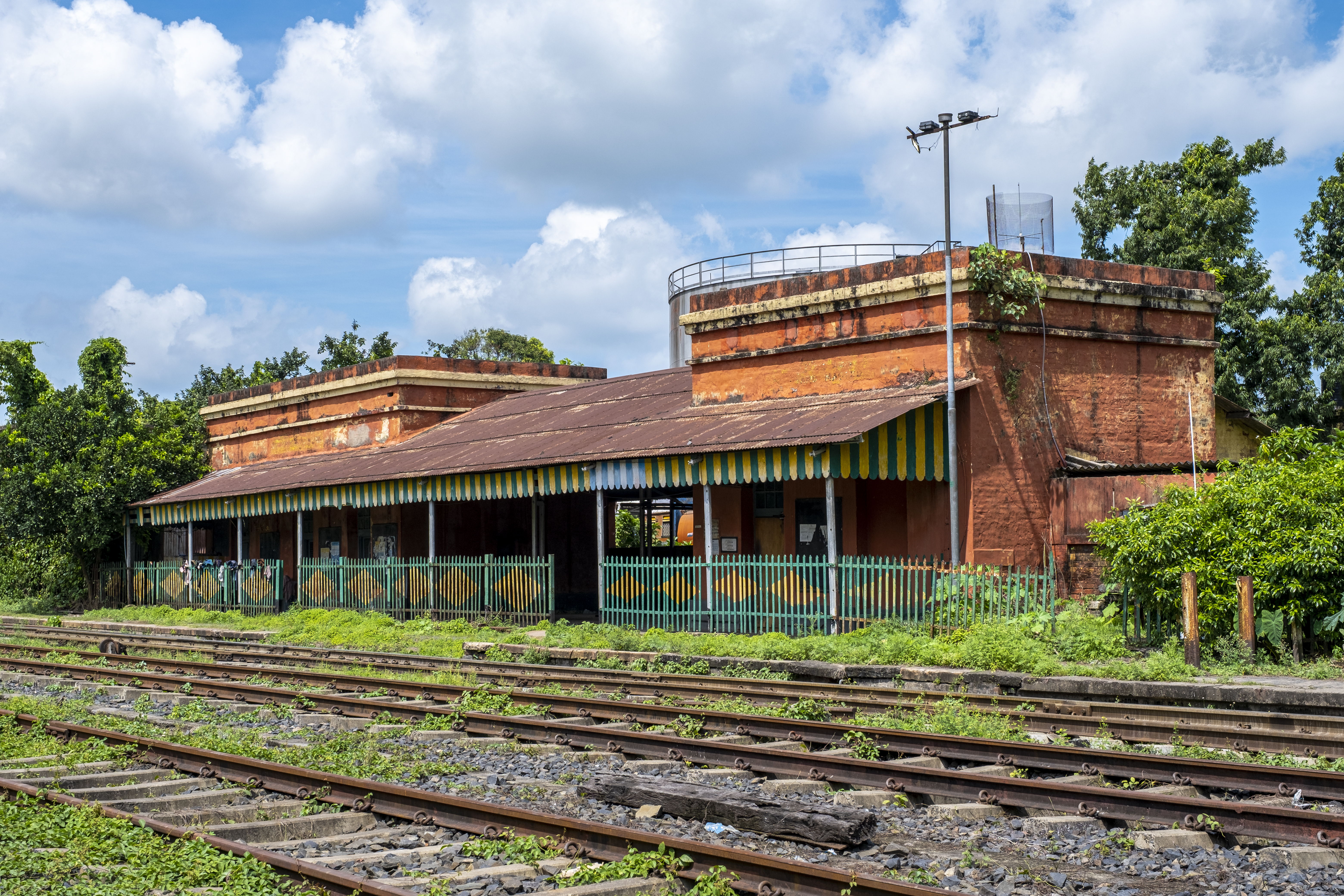
L'antiga estació de ferrocarril de Budge Budge al sud 24 del districte de Parganas, des d'on va partir Vivekananda cap a Calcuta. Foto setembre 2020.

Vivekananda va néixer el 12 de gener de 1863 a Calcuta ‒ capital de l'Índia britànica en aquell moment i ara capital de l'estat indi de Bengala Occidental. També conegut pel seu nom de naixement de Narendranath Dutta, provenia d'una família adinerada. El seu pare era advocat però també filòsof. La seva mare, molt imbuïda de l'hinduisme, el va introduir molt aviat als textos sagrats de l'Índia. Va ser un alumne molt brillant i la qüestió de Déu va ser la seva principal preocupació. S'adhereix a la Societat de Déu on els intel·lectuals discuteixen el futur de les religions i la reforma de l'hinduisme. Als 17 anys, va conèixer per primera vegada el seu futur guru, Ramakrishna.
El 1884 ingressà a la lògia maçònica Àncora i Esperança no 1 de Calcuta, de la Gran Lògia de l'Índia.
El 1886, Vivekananda es va convertir en Samnyâsin (renunciant) a l'Asram de Ramakrishna.
Ramakrishna el designa com el seu successor un temps abans de morir, durant una llarga reunió, durant la qual tots dos haurien experimentat èxtasi.
Després de la mort de Ramakrishna l'agost de 1886, es va fer càrrec de la gestió de l'Asram. El 25 de desembre de 1887, la nit de Nadal, va fundar l'orde de Ramakrishna marcant així el seu parentiu amb la religió cristiana.
Després va fer diversos viatges a l'Índia, durant els quals les seves úniques possessions eren un kamandalu (gerro d'aigua) i dos llibres preferits: el Bhagavad Gita i Imitació de Crist.
El 1893, amb l'ajuda econòmica d'un dels seus deixebles, va viatjar a Chicago amb motiu de l'Exposició Universal. Intervindrà diverses vegades durant el Parlament de les Religions i el seu impacte serà considerable. Durant el seu discurs introductori sobre l'hinduisme l’11 setembre 1893, l'audiència de 7.000 persones va fer una ovació a peu dret de 10 minuts. A partir d'aleshores va fer conferències i s'hi van unir molts deixebles als Estats Units. El novembre de 1895 va conèixer Margaret Elizabeth Noble, una irlandesa que més tard es convertiria en una deixeble propera a qui va anomenar Sor Nivedita. El 1896 va publicar el llibre Raja Yoga , la seva interpretació del Ioga sutra de Patanjali adaptada als occidentals, que serà un èxit i que es pot considerar, segons Elizabeth De Michelis, com l'origen del yoga modern. Viatja arreu del món per difondre l'ensenyament de Ramakrishna. El seu retorn a l'Índia el 1897 se celebra i segueix la fundació de la Missió Ramakrishna que després s'emetrà a diversos països. Va tornar a Occident el 1899.
La biografia de Nikhilananda descriu com Vivekananda no va sentir mal ressentiment per ser confós amb una persona negra pels nord-americans. Sovint li passava, durant els seus viatges als estats del sud-oest americà, que li neguessin l'entrada a un hotel, un restaurant o una perruqueria pel color fosc de la seva pell. Mentre el Swami explicava aquestes anècdotes a un dels seus deixebles occidentals, aquest li va preguntar per què no els va dir simplement que no era negre sinó hindú, Vivekananda va replicar indignat: «Com? Pujar a costa d'un altre? No vaig venir a la terra per això!».
L'any 1900, va tenir alguns problemes de salut. Després va treballar per als menys afortunats. Va morir a l'edat de trenta-nou anys el 4 de juliol de 1902. Una de les seves deixebles més properes és la mística alemanya Christina Greenstidel, (1866 - 1930) més coneguda com a Sister Christine.

## La seva obra
L'impacte de la introducció del Vedanta per Vivekananda a Occident va ser formada essencialment per conferències, xerrades, entrevistes, la seva obra va ser transmesa per un fidel deixeble anglès que va prendre notes en taquigrafia.
Es transmet des de 1948 al Centre Vedantic Ramakrishna de la regió de París, afiliat a la Missió Ramakrishna que va crear a l'Índia.
L'obra de Vivekananda és significativa atesa la brevetat de la seva vida. Es va mantenir molt fidel a l'ensenyament de Ramakrishna: síntesi religiosa i filosòfica. Va influir en molts pensadors, inclòs Mahatma Gandhi.
Alguns aspectes del pensament de Vivekananda es consideren tradicionals, d'altres molt moderns. Si Vivekananda va situar l'Advaita Vedanta al cim de la jerarquia espiritual, es va distingir clarament del que considerava il·lusionisme còsmic i quietisme fatalista. Vivekananda volia canviar el món i no només alliberar-se individualment. A la seva manera, uns quants el veuen com un revolucionari, un precursor directe d’Sri Aurobindo. Vivekananda no creu gens que Vedanta contradigui la ciència del seu temps. Per a ell, el ioga és una ciència de la ment que complementa el que Occident aporta a les ciències físiques. Aquesta ciència de la ment no pretén fugir del món. Permet, com la física, augmentar el poder de l'home sobre l'Univers. És un poder, una força de transformació. Per tant, no es tracta de rebutjar el Karma ioga per l'únic benefici del jnana ioga. El coneixement sense acció és estèril, i l'acció sense coneixement és cega i crua. Pel que fa al Bhakti ioga, reconeix que l'amor és la forma més elevada de coneixement, quan l'objecte i el subjecte del coneixement esdevenen una mateixa cosa.
La seva concepció espiritual el va fer rebutjar totes les supersticions i les submissions a les divinitats quimèriques. Va veure el sistema de castes a l'Índia com un costum social oposat als principis del vedanta. També es va pronunciar contra el sectarisme, el fanatisme que tanca l'home en una estreta presó mental en lloc d'universalitzar-lo. Segons ell, les grans religions no estan destinades a desaparèixer. Però, com que hi ha diversos tipus espirituals, hi hauria diverses religions que corresponen a cadascun d'aquests tipus. Com més universal és una religió, més es particularitza segons les necessitats de cada persona.
L'any 1970 es va construir un monument commemoratiu en el seu honor en un petit illot rocós davant de la ciutat de Kânyâkumârî.

## Ressenyes
Mahatma Gandhi va dir d'ell que «va mantenir l'hinduisme en un estat d'esplendor eliminant la fusta morta de la tradició». Rabindranath Tagore hauria dit: «si vols conèixer l'Índia, estudia Vivekananda. En ell tot és positiu».
Per a Michel Hulin, trobem a Vivekananda «una atractiva aliança de tradició i modernitat, però també una barreja explosiva de misticisme i cientificitat».
René Guénon va criticar el que va anomenar vedanta occidentalitzat i va escriure sobre l'ensenyament de Vivekananda: «(…) El Vedanta s'ha convertit allà en allò que Schopenhauer havia pensat veure allà, una religió sentimental i consolant, amb una forta dosi de moralisme» protestant; i, en aquesta forma caiguda, s'acosta estranyament al «teosofisme», pel qual és més aviat un aliat natural que no pas un rival o competidor. (…) «Procedent d'aquest estrany invent americà, també d'inspiració molt protestant, que es diu el «parlament de les religions» i com més s'adaptava a Occident, més profundament distorsionat estava, l'anomenat vedanta, que per dir-ho així ja no té res en comú amb la doctrina metafísica per la qual vol fer-se passar, certament no val la pena insistir-hi».
Guy Bugault a L'Índia pensa? veu en Vivekananda un «acadèmic brillant transmetre el discurs i la missió del seu mestre Ramakrishna a l'estranger». Però també pensa que Vivekananda va pecar la seva vida per orgull i que era un «fals jñânin»: no era un sant igual al seu mestre.
Per a Jean Herbert, «en la gran majoria de concepcions iòguiques anteriors a Swami Vivekananda, la preocupació central era accelerar l'emancipació individual del iogui, i aquest últim no es preocupava de cap manera d'influir en el destí o l'evolució de la humanitat. (…) Swami Vivekananda es va mostrar un deixeble fidel del seu mestre quan va emprendre la doble tasca de millorar les condicions materials de l'Índia i de llançar les llavors de l'alta espiritualitat a Occident».
G. B. Singh, en la seva polèmica obra Gandhi: Behind the Mask of Divinity en què acusa Gandhi d'ideologia racista, assenyala a Vivekananda que, davant dels blancs dels Estats Units, va defensar el sistema hindú de castes endogàmiques explicant que aquestes eren barreres racials desitjades per la natura, de la mateixa manera que la naturalesa no permet, segons ell, que els blancs barregin la seva sang amb la dels negres o Amerindis.

## Homenatge
A l'Índia, el 12 de gener, aniversari del naixement de Vivekananda, s'ha definit com a Dia Nacional de la Joventut.

## Publicacions
- Ioga pràctica (Karma, Bhakti, Râja), 1936; reeditat l'any 2005.
- Entrevistes i xerrades, 1955; reeditat l'any 1993.
- Jnâna-Ioga, 1936; reeditat l'any 1972.
- Râja-ioga (o Conquesta de la naturalesa interior): conferències donades el 1895-1896 a Nova York, trad., Theosophical Publications, 1910, (en línia).
- El meu mestre , 1937.
- Aixeca't ! Desperta !.